# عالی‌سر
عالی سر روستایی از توابع بخش مرکزی شهرستان طالقان در استان البرز است
این روستا در دهستان پایین‌طالقان در کنار راه عمومی مالرو قزوین قرار دارد این ده روستایی کوهستانی و سردسیر می‌باشد آب آن از چشمه تأمین می‌گردد. شغل اهالی روستا زراعت مي باشد.

## محصولات
سیب زمینی، غلات و لوبیا از محصولات این روستا می‌باشند.

## صنایع دستی
کرباس، گلیم و جاجیم از صنایع دستی این روستا است.

## زبان
تاتی زبان رایج در روستای عالی سر است.